# 劉景玄
劉景玄（1186年—1223年7月12日），名昂霄，字仲元，陵川（今山西省陵川县）人。
早年曾是屠夫，也當過商人，販賣私鉛為業。有一個方士教他制銅鐵為金。後雲遊西方。與丞相賈昌朝友善。工於詩。皇祐年間，劉景玄還鄉，其容顏仍如少年，鄉人很訝異。
元好問曾提到，劉景玄半個月就把整套《太平廣記》背誦無誤。